# Старыгино (Завражское сельское поселение)
Старыгино — деревня в Никольском районе Вологодской области.
Входит в состав Завражского сельского поселения, с точки зрения административно-территориального деления — в Завражский сельсовет.
Расстояние по автодороге до районного центра Никольска — 32 км, до центра муниципального образования Завражья — 2 км. Ближайшие населённые пункты — Завражье, Сорокино, Завариха.
По переписи 2002 года население — 68 человек (28 мужчин, 40 женщин). Всё население — русские.